# ルンベク
ルンベク（英語: Rumbek）は、南スーダン北西部のレイク州の州都。
2011年の人口は3万2100人。

## 概要
第二次スーダン内戦においては、早くから南部のスーダン人民解放軍 (SPLA) の支配下にあり、最大の都市ジュバが2005年にSPLAの支配下に入り南北の平和合意が出来るまでは、南部スーダンの暫定首都となっていた。
付近より難民が流入し、2005年の人口は10万人にまで達したが、南北の戦争によって街は大きなダメージを受けた。

## 交通

### 空港
ルンベクにはルンベク空港があるが、滑走路は舗装されていない簡易飛行場 (airstrip) である。